# Tropidion nordestinum
Tropidion nordestinum là một loài bọ cánh cứng trong họ Cerambycidae.